# Terje Bakken
Pour les articles homonymes, voir Bakken (homonymie).
Terje « Valfar » Bakken (3 septembre 1978 - 14 janvier 2004) était le chanteur principal et fondateur du groupe de black metal norvégien Windir. Windir a débuté comme one-man band, mais il est devenu un groupe complet avec la sortie du troisième album, 1184 . Valfar a initialement chanté ses paroles en sognamal, un dialecte du norvégien, mais est finalement passé à l'anglais pour tenter de plaire à un public plus large.

## Biographie
Terje est né et a grandi à Sogndal. Très fier de son origine, on peut clairement voir l'importance de Sogndal dans ses paroles. 
Valfar a enregistré seul et publié deux démos, Sogneriket et Det Gamle Riket, puis deux albums: Sóknardalr et Arntor
Après Arntor, Windir ne sera plus un one-man band: les amis d'université de Valfar rejoignent le projet
Malgré son style vocal, Valfar n'a jamais lié sa musique au black metal, probablement à cause de la façon dont la scène agissait et était stéréotypée. Il a plutôt qualifié le style musical de Windir de "Sognametal". Des groupes comme Cor Scorpii, Vreid, Feigd, Mistur et Sigtyr se réclament de ce mouvement. L'histoire de Sogndal a beaucoup influencé les paroles de Windir

### Mort
Le 14 janvier 2004, Valfar part se promener aux alentours de la cabane de sa famille à Fagereggi, mais ne revient jamais. Trois jours plus tard, les autorités retrouvent son corps à Reppastølen, dans la vallée du Sogndal. Valfar avait été pris dans une tempête de neige et est mort d' hypothermie.
Il a été enterré à l'église Stedje à Sogndal le 27 janvier 2004.
Près de deux mois après sa mort, les membres restants de Windir décident de dissoudre le groupe.

## Discographie
- Sogneriket (démo, 1995)
- Det Gamle Riket (démo, 1995)
- Sóknardalr (album studio, 1997)
- Arntor (album studio, 1999)
- 1184 (album studio, 2001)
- Likferd (album studio, 2003)
- Valfar, ein Windir (compilation, 2004)